# Daiphanta scitiferata
Daiphanta scitiferata är en fjärilsart som beskrevs av Walker 1869. Daiphanta scitiferata ingår i släktet Daiphanta och familjen mätare. Inga underarter finns listade i Catalogue of Life.